# 랠프 리처드슨

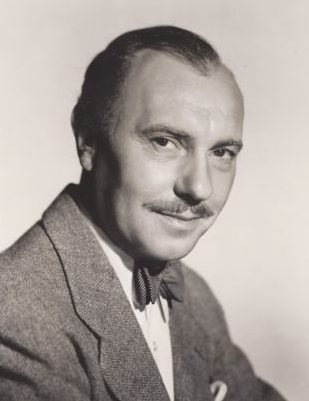

랠프 리처드슨(Ralph Richardson, 본명: 랠프 데이비드 리처드슨 경/Sir Ralph David Richardson, 1902년 12월 19일 ~ 1983년 10월 10일)은 존 길구드와 로런스 올리비에와 함께 20세기의 상당 부분 영국 무대를 지배한 남성 배우들 삼위일체 가운데 한 명인 잉글랜드의 배우이다. 경력 대부분을 영화 작품으로 보냈으며 60가지 이상의 영화 역할을 맡았다. 예술적인 배경을 갖추고 있으나, 연극 배경은 갖추지 못한 리처드슨은 브라이턴의 햄릿이 그를 배우로 만들어주도록 고무시킬 때까지 무대 경력에 대한 생각이 전혀 없었다. 그는 1920년대에 관광공사와 함께, 나중에는 Birmingham Repertory Theatre와 함께 기교를 배웠다. 1931년 올드빅에 참가하여 대부분 셰익스피어 역할들을 수행했다.

## 출연 작품
- 공군 대전략
- 스타 탄생